# Jean-Pierre Brouillaud (écrivain-voyageur)
Pour les articles homonymes, voir Jean-Pierre Brouillaud et Brouillaud.
Jean-Pierre Brouillaud, né le 16 avril 1956 à Limoges, est un écrivain-voyageur, poète, interprète et conférencier aveugle.

## Biographie
Atteint par un glaucome dès la naissance, il intègre à l'âge de sept ans l'Institut pour déficients visuels Monteclair à Angers, puis en 1972, pour seulement quelques mois, l'Institut national des jeunes aveugles à Paris. C'est à l'âge de 16 ans qu'il perd totalement la vue.
À la suite de ce traumatisme, il décide de rejoindre le mouvement hippie et en quête d’absolu, sans le moindre sou en poche et canne blanche à la main, en auto-stop, il rejoint l’Inde et les chemins de Katmandou ou il séjourne pendant une longue période.
Plus tard, sa soif d’aventure le mène au Moyen-Orient, où il voyage en Syrie, en Jordanie, en Israël. Puis en Afrique noire, il traverse le Soudan et le Zaïre, voyages pendant lesquels il rencontre les nomades Dinka et le peuple Nuer mais aussi les peuples premiers comme les Pygmées.
Il commence alors à prendre des notes en écriture braille en sillonnant l’Extrême-Orient, l’Australie et les îles du Pacifique.
En 1982, il devient garimpeiro en Amazonie, puis traverse le continent américain du sud au nord, toujours en auto-stop.
En 1990, il épouse une Française rencontrée au Pérou. En 1992, le couple s'installe à Laboule, petit village d'Ardèche. De cette union, naît en juillet 1995 une petite fille. Ils divorcent en 2012.
À Robion, dans le Vaucluse en juin 1991, il fait une rencontre déterminante avec Yvan Amar, écrivain et conférencier français de spiritualité, fondateur des éditions du Relié.
Fin 2009, il ouvre un blog : L'Illusion du Handicap pour témoigner de sa différence, une fenêtre sur le monde à partir de laquelle tous ses rêves d’adolescents se réalisent. En effet des journalistes et des écrivains comme Patrice Franceschi et Philippe Pozzo di Borgo, mais aussi des réalisateurs comme Lilian Vezin ou Julie-Anna Richard, lui permettent de publier livres et films documentaires.
Invité dans de nombreux festival d’aventures, il devient conférencier.
Depuis 2018, sous l'impulsion et avec le parrainage d'Olivier Archambeau et de Patrice Franceschi, il devient membre sociétaire de la Société des Explorateurs Français.
En 2020, le comédien Pierre Blumberg lui ouvre les portes du monde du théâtre où il est invité pour faire des lectures de ses récits et de ses poésies. Il crée alors les spectacles Ne Touchez pas à l'interrupteur et Voyages au bout de ma nuit.

## Œuvre

### Ouvrages
- Voyages du coq à l'âme, par delà le visible, 2019, Éd. Aluna Editions[6],  (ISBN 978-2-919513-22-2)
- Incandescences (Rouge Désir) Recueil de Poésie, 2018, préfacé par Philippe Pozzo di Borgo
- Aller voir Ailleurs, dans les pas d'un voyageur aveugle, 2016, Éd. Point,  (ISBN 978-2-757-84300-0), préfacé par Patrice Franceschi

### Préfaces et Postfaces
- Dormir sous les étoiles, un hommage à la beauté de notre planète de Lucas Lepage, Éd Autour du Monde, 2021.  (ISBN 1093399244)
- Émerveillement, de Matthieu Ricard Éd. La Martinière, 2019.  (ISBN 978-2-7324-9096-0)
- Poste Restante, de Tami Notsani Éd. [kA]art, 2018.  (ISBN 978-2-9559363-1-3)

### Participations
- L’humour face au handicap, d'Étienne Moulron[7], préfacé par Philippe Pozzo di Borgo Éd de la maison de l'Humour, 2021.
- L’avenir est en nous : Des aventuriers de l'existence témoignent, de Marie Clainchard  Éd. Éditions Dangles, 2014.  (ISBN 978-2-7033-1037-2)
- Pouceux – 60 récits de bord de route, recueil de récits colligé par les journalistes Helene Mercier[8] et Philippe Marois[9], Éd.Éditions Cardinal, 2014.  (ISBN 9782924155837)

## Films
- Deux Hommes, un Regard[10], film documentaire de 52 min de et avec Lilian Vezin[11] et Jean-Pierre Brouillaud, Vent du Large Production[12] 2015. Sélection officielle[13]du Festival HandiFilm de Rabat[14]au Maroc et au Caire en Égypte 2016..
- Zigoneshi, expédition en territoire Kogi[15], film documentaire de 52 min de et avec Lilian Vezin[11] et Jean-Pierre Brouillaud, Vent du Large Production[12] 2018. Sélection officielle du Festival International du Film Entr'2 Marches[16] Cannes 2021.
- Post Scriptum, l'illusion de l'(A)normalité, Le Film[17], Un regard croisé entre Alexandre Jollien et Jean-Pierre Brouillaud, un film de Julie-Anna Richard et de Jean-Cedric Rimaud[18], réalisé dans le cadre du Festival ThePlaceToBe[19]- Lyon, 2021.

## Théâtre
- Voyages au bout de ma nuit[20] lecture dans le noir, un spectacle créé et présenté lors de la 75e édition du Festival Off d'Avignon 2021.
- Voyages au bout de ma nuit[21], lecture dans le noir, accompagné sur scène par le musicien Mathias Duplessy à la Société de Lecture de Genève.
- Géographie mon Amour[22] lecture de poésies, autour du voyage, accompagné sur scène par le musicien François Garcia/Human Voices.

## Articles écrits
- Dans le Magazine Happinez : liste[23] Article publié en octobre 2020 dans le no 53 du magazine "Happinez".[24]
- Dans la Revue Chemins : liste[25] Article publié en septembre 2020 dans le no 5 de la revue "Chemins, explorer les grands thèmes de la vie".[26]
- Dans la Revue Passion d'apprendre : liste[27] Article publié en août 2020 dans la revue "Passion d'apprendre".[28]

## Entretiens, vidéos et documentaires
- Entretien croisé avec Alexandre Jollien : Des sens et d'illusions[29] réalisé dans le cadre du Festival theplacetobe[19] Lyon, 2éme Edition. 1re diffusion le 13 avril 2021.
- Dans l'Émission 28 minutes sur Arte : "L'aveugle qui voulait voir le monde"[30]. Émission du 16 février 2016.
- Dans l'Émission Salut les Terriens" sur Canal+ : Le Terrien du Samedi Soir[31]. Émission du 27 février 2016.

## Articles
- Dans le Magazine L'Express : liste[32] Voyageur et non-voyant: "Je vois le monde à travers les yeux des autres"
- Dans le Magazine L'Obs : liste[33] "L'humeur de Jérôme Garcin", "Jean-Pierre Brouillaud, l'aveugle qui voit le monde mieux que nous"
- Dans le Magazine Pratiques : liste[34] "Quand voir se conjugue autrement"
- Dans le Journal  Handirect : liste[35] "Portrait de Jean-Pierre Brouillaud, voyageur aveugle mais invétéré"
- Dans le Magazine Les Inrockuptibles : liste[36] "À Avignon, la nuit est-elle plus belle que le jour ?" Article publié en juillet 2021 à propos du spectacle  "Voyages au bout de ma nuit", présenté au Festival Off d'Avignon 2021.
- Dans le Journal Mediapart : liste "Géographie mon amour de Jean-Pierre Brouillaud". Article publié en Juillet 2023 à propos du spectacle  "Géographie mon Amour", présenté pendant le Festival d'Avignon 2023.

- Notices d'autorité :   - VIAF
  - ISNI
  - BnF (données)
  - IdRef
- Chaîne YouTube de Jean-Pierre Brouillaud
- Liste des sociétaires de la SEF

## Pour approfondir